# Новошахтинский
Новоша́хтинский — посёлок городского типа, второй по численности населённый пункт Михайловского района Приморского края.
Население — 7025 чел. (2024).
Железнодорожная станция Озёрная Падь на линии Хабаровск — Владивосток, через которую проходит Транссибирская магистраль.
Также посёлок имеет выход на Федеральную автомагистраль Хабаровск — Владивосток, на въезде установлена стела.

## История
Первое строительство зданий будущего Новошахтинска началось в июле 1963 года. Изначально посёлок строился под нужды железной дороги. В связи с обнаружением угольных запасов, постановлением Совета Министров РСФСР от 15 мая 1962 года № 634 было принято решение о начале строительства в 1963 году Павловского угольного разреза №1 мощностью 3 миллиона тонн в год и южного — 1.2 млн тонн.
Вскоре открыли разрез «Павловский №2», через некоторое время разрезоуправление №1 закрылось. В настоящее время продолжает свою деятельность разрез «Павловский №2».

## Природно-климатические условия
Климат умеренный муссонный. Зимой территория пгт. Новошахтинского находится под влиянием холодных и сухих воздушных масс, формирующихся в области азиатского антициклона. В это время года преобладают северо-западные ветры. В летнее время перенос воздуха происходит со стороны океана, преобладают юго-восточные потоки воздуха.
Зима в Новошахтинском начинается в первых числах ноября, продолжается 4-5 месяцев. Погода в это время сухая, морозная, с большим количеством ясных дней. Характерной особенностью зимней погоды являются частые оттепели, когда дневная температура может повышаться до +10 градусов.  Самый холодный месяц – январь, со средней температурой -26 градусов. Осадки зимой выпадают редко, и большая их часть приходится на вторую половину сезона.
Весна начинается в конце марта, в среднем длится от полутора до двух месяцев. Весна продолжительная, прохладная, с частыми колебаниями температуры. Снежный покров сходит в первой половине апреля, когда температура воздуха составляет около +10 градусов. Также характерны заморозки, которые прекращаются в конце апреля-начале мая. Продолжительность вегетационного периода 199 дней.
Лето приходит в начале-середине июня. Основными чертами лета являются обычно жаркая и сухая погода. Вторая половина лета обычно жаркая и влажная, с обильными осадками. В это время наибольшую силу набирает летний муссон. Самым тëплым летним месяцев является август, со средними дневными температурами около +28 градусов. Летний муссон сопровождается сильными дождями, которые могут идти без перерыва более трёх суток. Кроме того, ливневые осадки связаны с прохождением тайфунов, которые чаще всего проходят по территории края в августе и сентябре.
Осень начинается в начале-середине сентября. Погода осенью обычно сухая и ясная. В конце месяца возможны первые заморозки. В последней декаде октября происходит перепад температуры через ноль, и осадки начинают выпадать в виде снега или снега с дождем. В начале ноября возможны обильные снегопады, наступает зима.
Наибольшее количество осадков, составляющее около 172 мм, выпадает в августе, а наименьшее – в январе – опускается до 6 мм.

## Почва и рельеф
Рельеф Новошахтинского равнинный с небольшими мелкосопочными массивами, преобладает лесостепь с небольшими степными участками. На окраине имеется ряд водоемов искусственного происхождения, на месте которых раньше искали уголь.

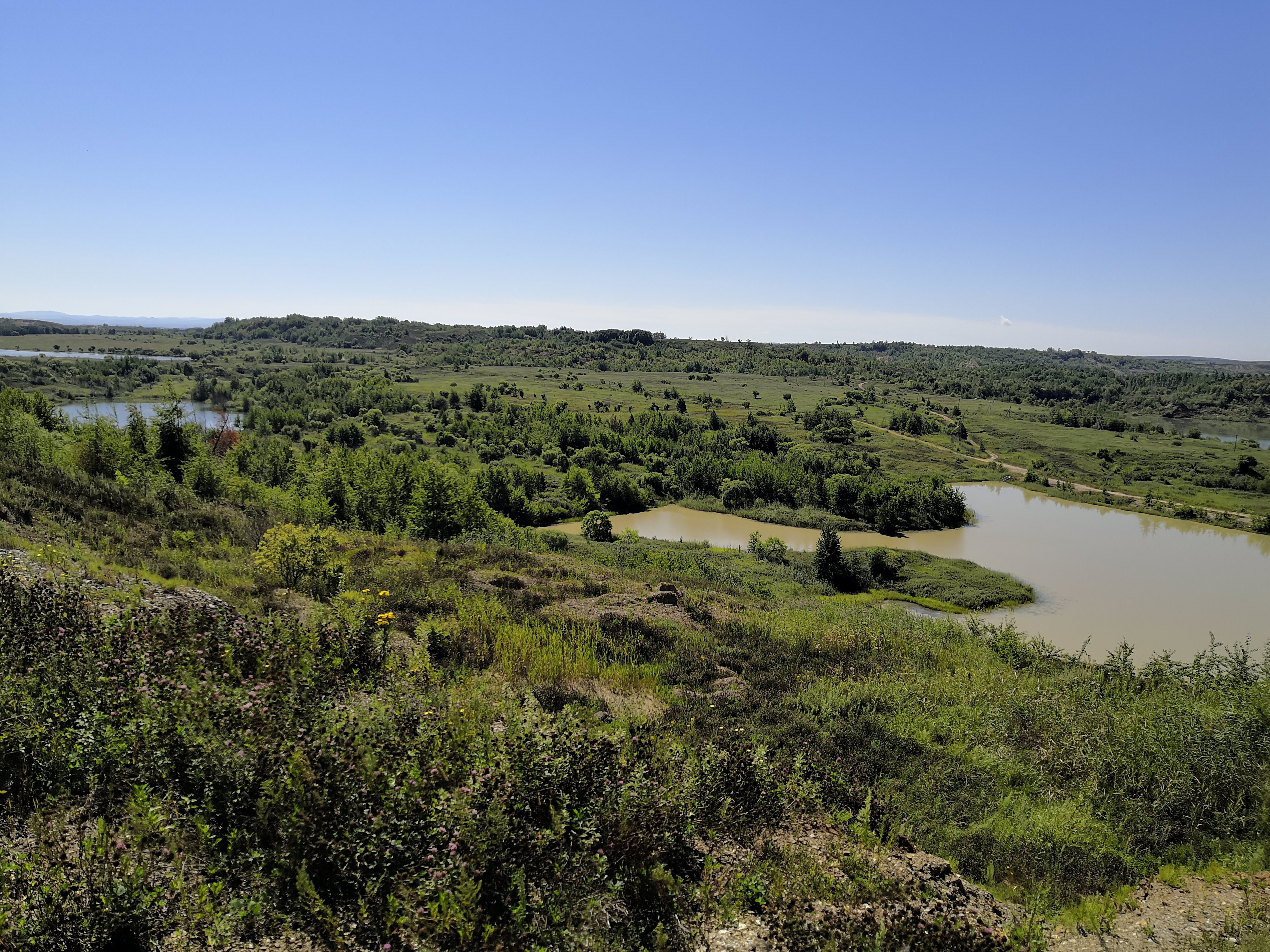

Почвы буро-отбеленные: буро-подзолистые, лесные подбелы.

## Растительность
Вокруг посёлка произрастают широколиственные леса, чередующиеся с полями на равнинах. Растительность широко разнообразна как хвойными породами – ель, кедр, лиственница, так лиственными – ива, тополь, берëза, ольха, дуб, ильм, и плодовыми - груша, яблоня, рябина, слива, черёмуха, абрикос.

## Население
| 1970  | 1979  | 1989  | 2002  | 2009  | 2010  |
| ----- | ----- | ----- | ----- | ----- | ----- |
| 1893  | ↗4479 | ↗8915 | ↘8288 | ↘8244 | ↘7841 |
| 2011  | 2012  | 2013  | 2014  | 2015  | 2016  |
| ↗7856 | ↘7734 | ↘7716 | ↘7671 | ↘7414 | ↘7219 |
| 2017  | 2018  | 2019  | 2020  | 2021  | 2023  |
| ↘6947 | ↘6792 | ↘6584 | ↘6485 | ↗7119 | ↘7049 |
| 2024  |       |       |       |       |       |
| ↘7025 |       |       |       |       |       |

## Экономика
Основа экономики посёлка — добыча бурого угля.

## Образование
В посёлке две школы среднего образования. Первой была построена школа № 1. Многие из руководителей предприятий посёлка Новошахтинский учились именно в этой школе.
В Новошахтинском располагаются два детских сада «Росинка» и «Золотой ключик», Центр детского творчества, детская музыкальная школа.

## Культура
Действуют детская и взрослая библиотеки, Центр содействия семейному устройству детей-сирот и детей, оставшихся без попечения родителей - детский дом, в котором живут 70 детей.
Работают поликлиника, пожарная часть, пункт полиции, несколько аптек, три небольших торговых центра, а также множество маленьких магазинов и три кафе.
Рядом с Домом Культуры летом 2011 года поставлен крест в знак будущего строительства православного храма.
В нескольких метрах от Дома Культуры на средства жителей поселка установлен памятник участникам Второй Мировой Войны.
В 2013 году начал работу трудовой отряд «СУЭК», который занимается благоустройством парка.